# Continental Mark II

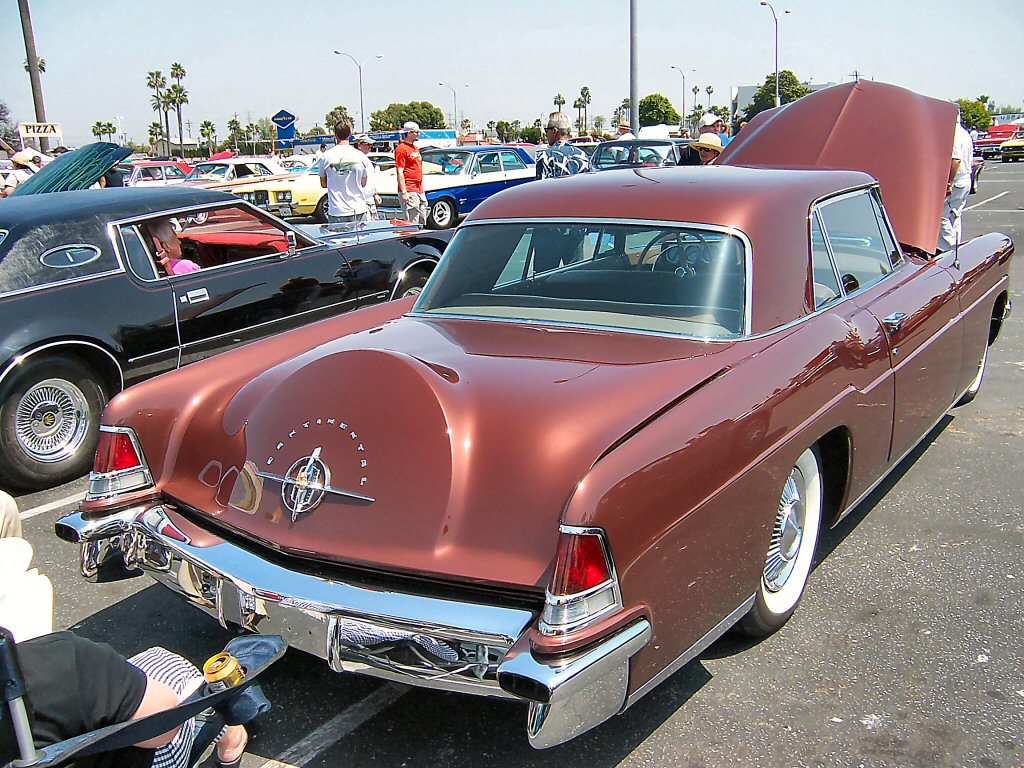
Heckansicht des Continental Mark II; der gewölbte Kofferraumdeckel begründete die Tradition des "Continental Kit"

Der Continental Mark II war ein Fahrzeug der Ford Motor Corporation, das in den Modelljahren 1956 und 1957 als luxuriöses Coupé angeboten wurde.

## Hintergrund
Der Entschluss, einen neuen Continental zu bauen, fiel 1951 auf Empfehlung einer von Henry Ford II eingesetzten Planungsgruppe, welche die Grundlagen liefern sollte, um den seit Ende der 1930er Jahre zunehmend in Schieflage geratenen Ford-Konzern neu aufzustellen. Verantwortlich für das Continental-Projekt war die Special Products Division unter William Clay Ford, dem jüngeren Bruder von Konzernchef Henry Ford II.
Per 1. Juli 1952 wurde die Special Products Division zur Continental Division und damit eine eigenständige Konzernmarke innerhalb der Ford Motor Company. Ihre einzige Aufgabe war es, Luxusfahrzeuge in einem exklusiven Marktsegment oberhalb von Lincoln, Cadillac und Imperial anzubieten. Sie sollten in der Tradition des 1948 eingestellten Lincoln Zephyr Continental stehen, dessen Nachfolger die Ford-Händler ebenso wie die zahlungskräftige amerikanische Öffentlichkeit seit langem verlangt hatten. Um die Fortsetzung dieser Tradition zu verdeutlichen, sollte das erste Auto der neuen Marke Continental Mark II heißen.
Die Entwicklung des Continental begann 1952; ein erstes, sehr seriennahes Tonmodell wurde im April oder Mai 1953 fertig. Ende 1955 begann die Produktion des 1956er Modelljahres. Nach zwei weiteren Jahren wurde die Produktion des Coupés wieder eingestellt, noch bevor weitere Karosserieversionen präsentiert werden konnten.

## Das Auto
Der Continental Mark II erhielt den Werkscode 60-A und die Bezeichnung Sports Coupe. Er war ein – verglichen mit den Konkurrenzprodukten seiner Zeit – schlicht gestaltetes Coupé, das eine exklusive Optik mit eigenständiger Technik verband. Angetrieben wurde er von einem 6,0 Liter (368 in3) V8 mit 285 SAE-HP im Jahr 1956, der modifiziert 1957 dann 300 SAE-HP bei 4800 min−1 leistete. Er war mit einem Carter-Doppel-Registervergaser bestückt und an ein Turbo-Drive genanntes Automatikgetriebe angeschlossen. Mit dieser Konfiguration erreichte der Mark II die 100 km/h in 12 Sekunden, seine Höchstgeschwindigkeit ist mit 184 km/h angegeben. Der Wagen hatte vorn eine Einzelradaufhängung mit Schraubenfedern und Teleskopstoßdämpfern. Die starre Hinterachse war an Blattfedern geführt und mit Teleskopstoßdämpfern versehen. Vorn und hinten hatte er Trommelbremsen. Das äußere Design des Wagens entstand im eigenen Hause; Designer von Fords Special Products Division unter John Reinhart entwarfen die Karosserie. Beratend wirkte auch Gordon Buehrig mit, der in den 1930er-Jahren einige Aufsehen erregende Karosserien für Duesenberg entworfen hatte. Der Mark II hatte eine Pontonkarosserie mit langem Radstand und Platz für sechs Personen. Die Motorhaube war lang, die Fahrgastzelle kompakt geschnitten. Anstelle von Heckflügeln trug das Auto eine klassische Heckpartie. Besonderes Merkmal war allerdings ein gewölbter Kofferraumdeckel, hinter dem ein Reserverad stand. Diese Anordnung war elegant, aber unpraktisch, weil der Zugang zum Kofferraum erschwert wurde. Diese Idee als Gestaltungselement beeindruckte in besonderem Maße, sodass sie zum Kennzeichen der Lincoln Mark Series ab der 4. Generation (1969) wurde, ohne dass die unpraktische Positionierung des Reserverades übernommen worden wäre. Der Mark II war bereits in der Serie mit Bremskraftverstärker, Servolenkung sowie elektrisch verstellbaren Sitzen und Fensterhebern ausgestattet. Als einziges Extra konnte eine Klimaanlage bestellt werden. Das schlichte, gleichwohl ausdrucksstarke Design überzeugte sowohl in den USA als auch in Europa. Der Entwurf wurde bald nach der Präsentation des Mark II als ein Meilenstein des Automobildesigns gewertet.

### Marketing und Verkauf
Das Interesse der Öffentlichkeit wurde geschickt auf das neue Spitzenprodukt aus dem Hause Ford gelenkt. Continental der ersten Generation wurden ab 1954 gezielt zur Imageförderung eingesetzt und in Filmen und Serien eingesetzt (Produktplatzierung), zum Beispiel im Kinofilm Die Caine war ihr Schicksal (The Caine Mutiny) mit Humphrey Bogart, Van Johnson und José Ferrer.
Sein Debüt erlebte der Continental Mark II am Pariser Automobilsalon am 6. Oktober 1955. Im ersten Modelljahr wurde er zu einem Preis von 9966 $ angeboten und fand 2550 Käufer. Damit war er das teuerste Serienfahrzeug aus amerikanischer Produktion und etwa ebenso kostspielig wie ein Rolls-Royce Silver Dawn. Auf eine vergleichbare Marktnische zielten der Cadillac Eldorado Biarritz Convertible Coupé (mit 6556 $ in den Preislisten), der innovative Packard Caribbean (Hardtop 5445 $, Cabriolet 5995 $) und das teuerste Coupé von Imperial, das Southampton Hardtop Coupé, das für 5094 $ angeboten wurde.
Bereits im November 1955, einen Monat nach Produktionsstart, vermeldete die Presse eine sehr gute Marktaufnahme, obwohl die Produktplaner zu wenig berücksichtigt hatten, dass der erste Continental mit rund 2700 $ auch vor dem Krieg markant preiswerter gewesen war und daher die Zielgruppe nicht mit jener für den Mark II identisch war. Eine frühe Analyse ergab, dass der typische Käufer ein 51-jähriger Geschäftsmann mit Familie und zwei Kindern war, 30.000 $ im Jahr verdiente, ein Haus im Wert von über 50.000 $ besaß und Mitglied im lokalen Country Club war. Offensichtlich gelang es der Continental Division nie, klare Indikatoren für das Interesse an ihrem Produkt zu formulieren. Daher verlief auch die Werbung nicht zielgerichtet genug. Continental schrieb vorab 50.000 potentielle Kunden mit einem geschätzten Einkommen über 100.000 $ an. Folgebriefe stellten den Kontakt zum nächsten Händler her und ermöglichten eine Besichtigung. Die Kampagne funktionierte nicht; das Einkommen allein ließ nicht automatisch auch auf ein Interesse am Mark II schließen.
Dennoch war der Verkaufsstart bemerkenswert; die Kunden standen anfangs praktisch Schlange, um einen Continental Mark II zu erwerben. So meldete die Vertretung in Cleveland 67 Kunden auf der Warteliste. Das lag teilweise auch am niedrigen Ausstoß von 13 Fahrzeugen täglich im November 1955. Es kam vor, dass ein Verkäufer einem Kunden den Verkauf verweigerte, weil dieser über den Preis verhandeln wollte, und die Niederlassung in Houston (Texas) verkaufte ihr Kontingent von acht Fahrzeugen um 1000 $ über dem Listenpreis. Leider hielt der Hype nur kurze Zeit an: Von den 1307 verkauften Fahrzeugen im Modelljahr 1956 wurden 1251 zwischen Oktober und Dezember 1955 verkauft, danach fiel der Absatz rasant zusammen.
1957, in seinem zweiten Modelljahr, kostete der Mark II 9695 $. Das wurde nur noch getoppt von zwei gefertigten exklusiven Cabriolets mit 10.000 $. Der Antrieb wurde noch immer vom V8 des Vorjahres geleistet. Das teuerste US-Auto war er nun aber nicht mehr; im Dezember 1956 hatte Cadillac mit dem Eldorado Brougham ein noch extravaganteres Auto präsentiert, das ab Januar 1957 in den Verkauf gelangte. Dieser war viertürig (mit Portaltüren) und hatte Neuheiten wie ein Dach aus gebürstetem Chromstahl und Luftfederung. Der Preis betrug exorbitante 13.074 $ – und GM verlor an jedem verkauften Exemplar rund 3500 $. Am 8. Mai 1957 lief die Produktion aus.
Insgesamt war der Continental Mark II kein wirtschaftlicher Erfolg. 1956 entstanden 2550 Exemplare, 1957 nur noch 444. Das lag sicher vor allem am extrem hohen Verkaufspreis, aber auch daran, dass das Marketing nicht funktionierte und die Continental Division – zwangsläufig – nicht schnell genug ein Image aufbauen konnte, das dem neuen Auto entsprach. Ein Ford-Manager berichtete Jahre später, dass die Ford Motor Company trotz des hohen Verkaufspreises mit jedem einzelnen Mark II Verlust in Höhe von etwa 1000 $ machte:
It was a project that broke Bill Ford’s heart, and I guess I could say that in many ways it broke ours, too („Es war ein Projekt, das Bill Fords Herz brach, und ich glaube sagen zu können, dass es in mancher Hinsicht auch unseres brach“).

## Modellpflege
Für das verkürzte Modelljahr 1957 wurden einige technische Änderungen vorgenommen. Der Motor erhielt einen moderneren Luftfilter, es gab eine stärkere Lichtmaschine und Detailverbesserungen am Getriebe. Erhältlich waren neu auch ein Getriebeölkühler und ein Directed Power Differential mit Sperrfunktion. Am Chassis wurde Gewicht eingespart, indem die mittlere Strebe weggelassen wurde; dies wurde möglich, weil jetzt keine offene Version des Mark II mehr vorgesehen war, die größere Steifigkeit erfordert hätte. Die Lufteinlässe für die Klimaanlage wurden nun in den vorderen statt in den hinteren Kotflügeln angebracht und es gab vier neue Metalliclackfarben, wodurch die Auswahl auf 18 Farbtöne stieg (12 davon Metallic).

## Weitere geplante Versionen
Wegen des frühzeitigen Produktionsstopps konnten weitere, anfangs geplante Karosserieversionen nicht mehr auf den Markt gebracht werden.
- Eine Version mit hydraulisch versenkbarem Hardtop wurde gemeinsam mit Lockheed entwickelt, aber aus Kostengründen nicht produziert. Um die Ausgaben für die Entwicklung zu amortisieren, wurden daraus jedoch der Dachmechanismus des Ford Fairlane 500 Retractable Skyliner (1957–1960) sowie Versionen für die Stoffverdecke des Lincoln Continental (1961–1969) und des Ford Thunderbird der dritten Generation (1961–1964) entwickelt. Allen gemeinsam ist ein aus technischen Gründen am Heck angeschlagener Kofferraumdeckel.

- Anstelle dieses nicht in Produktion genommenen Hardtop-Cabriolets wurde auch ein zweitüriges Cabriolet mit Stoffverdeck auf der Basis des Coupés ins Auge gefasst. Bei Hess & Eisenhardt wurden zwei Exemplare gebaut. Auftraggeber war die Ford Marketingabteilung in Chicago (Illinois). Eines davon, fertiggestellt im Dezember 1955, existiert noch. Ein knappes Jahr später entstand beim angesehenen Karosseriebauer Derham Body Company in Rosemont (Pennsylvania) ein weiteres Exemplar. Dieses Fahrzeug wurde auf vielen Ausstellungen in den USA gezeigt, bekam anschließend die technischen Aufwertungen des Modelljahrs 1957 nachgerüstet und wurde umlackiert. In dieser Form wurde es von William Clay Ford erworben, der es seiner Gattin schenkte. Auch dieses Cabriolet existiert noch. Das Derham-Exemplar unterscheidet sich von jenen von Hess & Eisenhardt durch ein etwas höheres Verdeck; außerdem hat es statt einer Abdeckung des Verdeckkastens aus Metall eine solche aus Stoff. Auch die offene Version des Mark II scheiterte daran, dass der Verkaufspreis hätte unrealistisch hoch angesetzt werden müssen. Verschiedene Mark II wurden nachträglich zu Cabriolets umgebaut, doch kein weiteres während dessen Produktionszeit.[12][13]

- Eine viertürige Version auf verlängertem Chassis war für 1958 geplant, wurde aber nicht einmal als Prototyp verwirklicht.

## Nachfolger
Die Continental Division brachte 1958 den Continental Mark III, 1959 den Continental Mark IV und 1960 den Continental Mark V heraus. Diese Modelle hatten nichts mit dem Continental Mark II zu tun und können im Grunde nicht als seine Nachfolger angesehen werden. Sie waren lediglich hochpreisige, stilistisch und in der Ausstattung aufgewertete Versionen der zeitgenössischen Lincoln-Fahrzeuge. Sie waren nicht sehr erfolgreich. Nach dem Modelljahr 1960 wurde die Vermarktung dieser Fahrzeuge eingestellt.
Einen Nachfolger, der seinen konzeptionellen Eigenheiten annähernd entsprach, erhielt der Mark II erst 1968 mit einem großen Coupé, das Continental Mark III genannt wurde.

## Trivia
Der Continental Mark II wurde von zahlreichen wohlhabenden Personen erworben. Bekannte Mark-II-Fahrer waren US-Präsident Dwight D. Eisenhower, dessen Bruder Milton, der Schah von Persien, die Sänger Frank Sinatra, Elvis Presley (Fahrzeugidentifikationsnummer C5613286) und Louis Prima, die Schauspieler Stewart Granger und Walter Brennan, die Hollywood-Produzenten Cecil B. DeMille, Darryl F. Zanuck, Jack M. Warner und Mike Todd oder die Industriellen und Geschäftsleute Nelson Rockefeller, Henry J. Kaiser (Kaiser Motors), R. J. Reynolds (Tabak) und William Harrah (Hotels; bedeutender Autosammler).
Der Continental Mark II hatte einen Auftritt in dem 1956 erstmals gezeigten Spielfilm Die oberen Zehntausend.

## Der Mark II heute
Es ist nicht überraschend, dass viele Mark II überlebt haben. Das Auto wurde bereits kurz nach Produktionseinstellung zum Sammlerstück. Die Preise für Restaurationsobjekte sind verhältnismäßig tief, weil eine Restaurierung sehr kostspielig ist und manche Ersatzteile kaum zu bekommen sind. Mechanische Teile für die Lincoln-Technik sind leichter erhältlich, aber auch nicht billig.